# Devil Doll
Devil Doll je slovensko–italijanska eksperimentalna rock/metal skupina, ki je nastala leta 1987. Vodil jo je skrivnostni vokalist, poznan po imenu Mr. Doctor. Uporabljal je tehniko petja oz. recitiranja, imenovano Sprechgesang.
Ker so v svoji glasbi združevali najrazličnejše vplive, jih ne moremo preprosto uvrstiti v katerokoli obstoječo zvrst rocka. Združevali so vplive gothic rocka, klasične in slovanske ljudske glasbe, ter progresivnega rocka s prvinami horrorja.

## Zgodovina
Mr. Doctor je bil rojen v Sloveniji in živi v Benetkah. Svoje glasbenike je rekrutiral z reklamnim napisom »A man is the less likely to become great the more he is dominated by reason: few can achieve greatness – and none in art – if they are not dominated by illusion.« Sprva sta bili oblikovani dve postavi skupine, in sicer ena v Ljubljani, druga v Benetkah. Po osamosvojitvi Slovenije, leta 1991, sta se združili v eno. Njihov prvenec je bil posnet leta 1987, naslovljen The Mark of the Beast, ki pa je bil natisnjen le v enem izvodu, naslovnico je oblikoval Mr. Doctor sam, in ta edini izdelek se še dandanes nahaja pri njem doma.
Med snemanjem albuma The Girl Who Was... Death, katere inspiracijo je Mr. Doctor dobil iz britanske nanizanke The Prisoner, so o skrivnostem možu začele krožiti govorice, saj ga niti studijski glasbeniki do tedaj niso videli, z njim so kontaktirali preko producenta Jurija Tonija. Sprva so mislili, da je ta skrivnostni mož prav on, kasneje se je izkazalo, da temu ni tako. Leta 1989 je Mr. Doctor začel delati na treh različnih kompozicijah, imenovanih "The Black Holes of My Mind", "Mr. Doctor Sings Hans Eisler", interpretacija nemškega skladatelja Hansa Eislerja in "Eliogabalus", po Antonin Artaudovem "Heliogabalus: Or, the Crowned Anarchist"."Mr. Doctor Sings Hanns Eisler" ni bil nikoli izdan, ostala dva je združil v album imenovan Eliogabalus, naslov "The Black Holes of My Mind" pa je spremenil v, preprosto, "Mr. Doctor", album je izšel leta 1990.
Leta 1991, ko sta se postavi združili v eno, so se odpravili v Studio Tivoli v Ljubljani in posneli Sacrilegium, ki je leto za tem tudi izšel. Naslednje leto so posneli soundtrack za film The Sacrilege of Fatal Arms, ki so ga natisnili v omejenem številu 900 kopij, ki so bile razprodane v 72 urah. Julija 1993 so se odpravili v studio posneti "The Day of Wrath - Dies Irae". Tik preden so izdelek zaključili, je studio zajel ogenj, ki je večino stvari uničil, Mr. Doctor in Jurij Toni sta uspela požaru pobegniti, slednji je s poškodbami pristal v bolnišnici. Kljub temu je izšlo 20 kopij knjige in nedokončanega izelka Dies Irae. Mr. Doctor izdelka ni želel posneti še enkrat in začele so se širiti govorice o razpadu skupine. Ob koncu leta 1994 se je Mr. Doctor končno strinjal s tem, da posnamejo Dies Irae vnovič. Januarja 1995 se je začelo snemanje, pri kateremu je sodeloval cel orkester Slovenske filharmonije. Album je leta 1996 izšel. 
Skupina uradno nikoli ni razpadla, vendar od Dies Irae ni bilo aktivnosti. Leta 2004 so ljubitelji Devil Doll napisali pisma, namenjena Mr. Doctorju za nadaljevanje z Devil Doll, ki so bila izdana v knjigi A Thousand Letters to Mr. Doctor, izdan le en izvod, ki je bil poslan Mr. Doctorju. Leta 2005 je Mr. Doctor v znak hvaležnosti poslal oboževalcu, ki je začel s pismi, svoje osebno darilo, osebno kopijo albuma Sacrilegium, katere naslovnica je bila ročno izdelana, in notranjost obdelana v rokopisu. Leta 2007 je Mr. Doctor dal prvi intervju po skoraj 20 letih. V njem je tudi razkril, da je njegovo pravo ime Mario Panciera.

## Diskografija
- The Mark of the Beast (1988) (obstaja le ena kopija)
- The Girl Who Was... Death (1989)
- Eliogabalus (1990)
- Sacrilegium (1992)
- The Sacrilege of Fatal Arms (1993)
- Dies Irae (1996)

## Zasedba
- Mr. Doctor — vokali
- Francesco Carta — klaviature
- Saša Olenjuk — violina
- Roman Ratej — bobni
- Bor Zuljan — kitara
- Jani Hace — bas kitara
- Davor Klarič — klaviature
- Michael Jesurum — orgle